# てびち

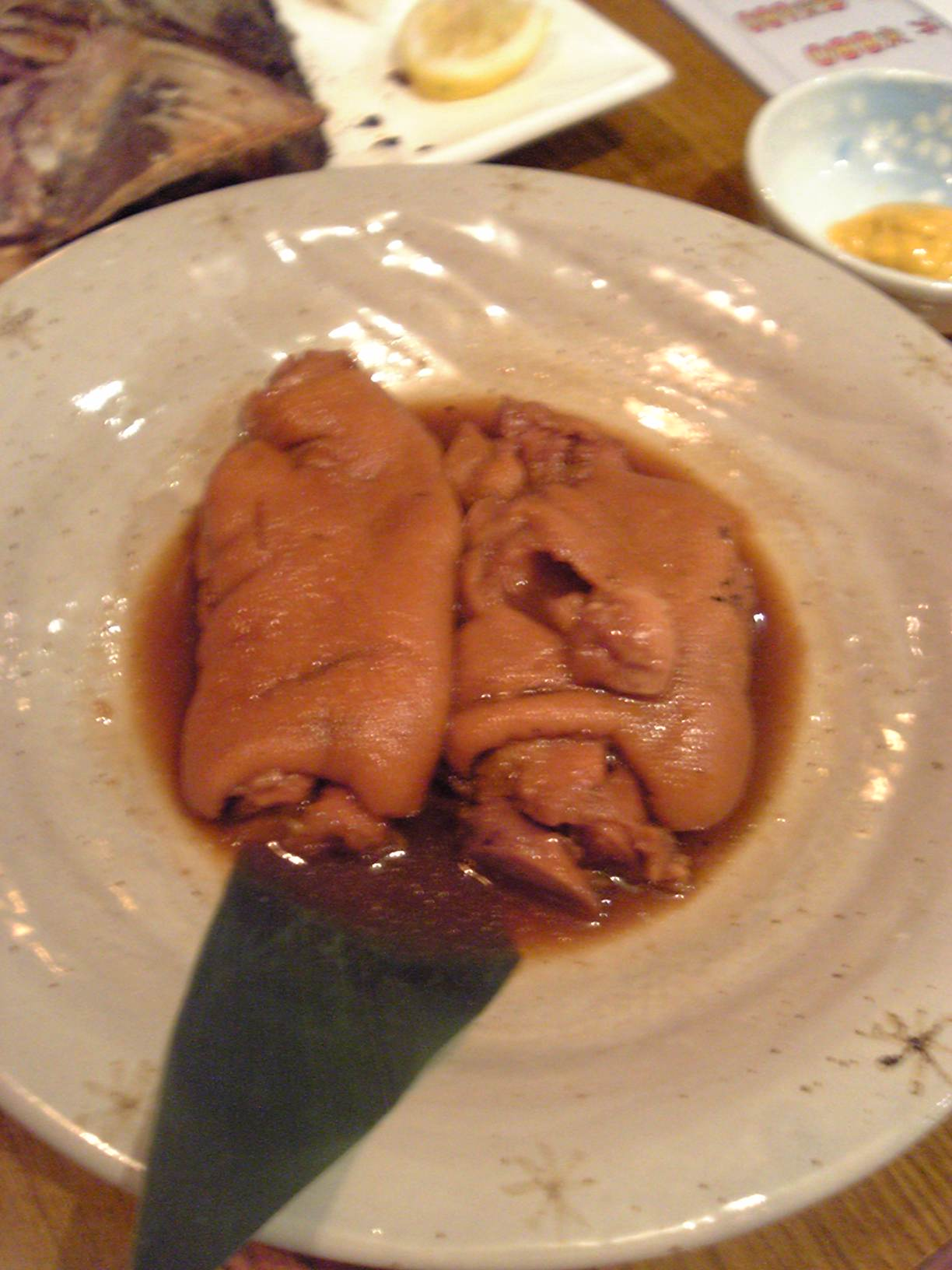
てびちの煮込み

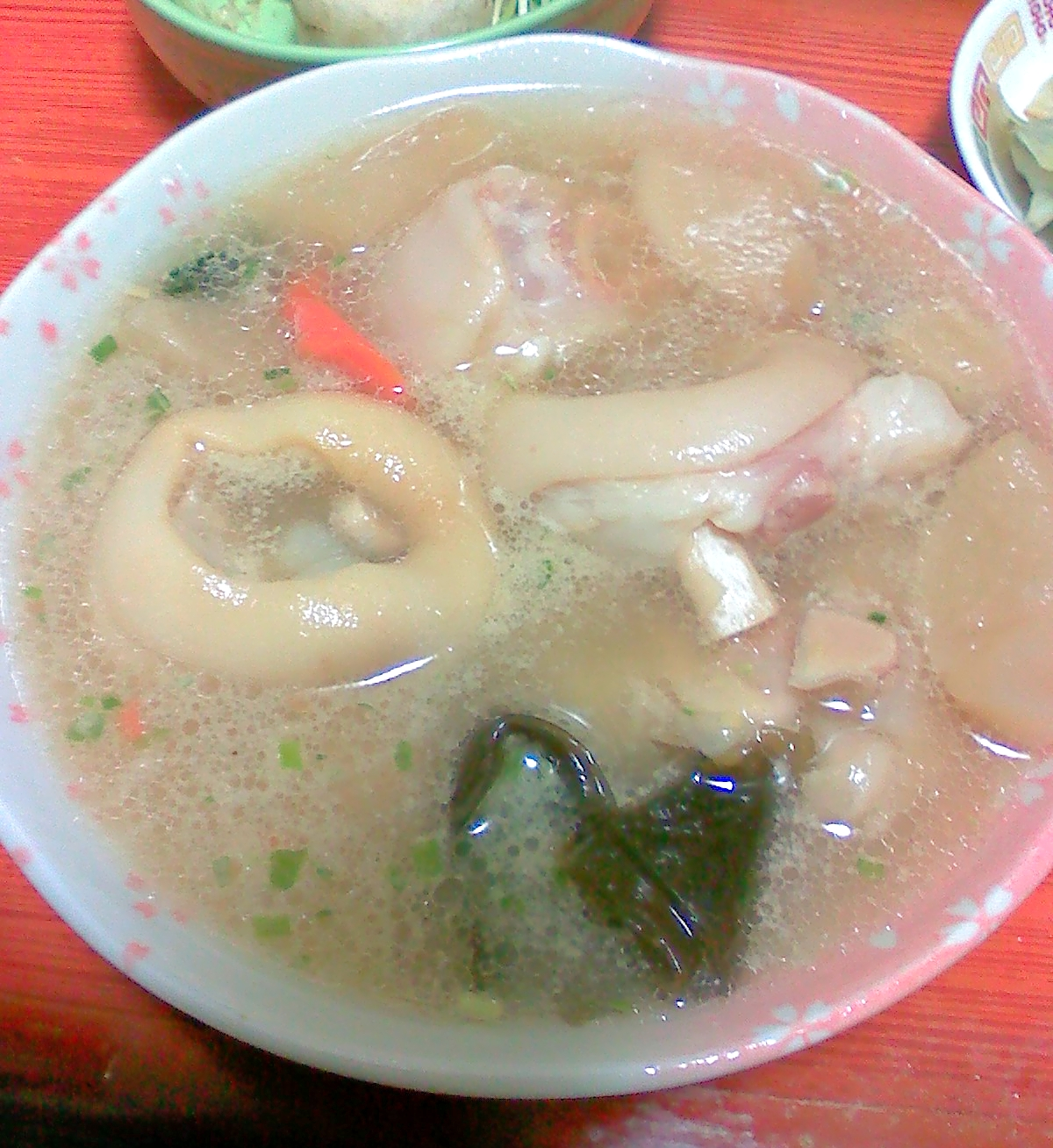
てびち汁

てびち、足てびちは、沖縄県での豚足の呼び名、また豚足を用いた沖縄郷土料理の名前。
沖縄方言でてぃびちと発音することもある。

## 概要
沖縄県では、豚の脚の肉全体を「てびち」と呼ぶ。脚の下部は「ちまぐー」、脚の上部は「ふぃさがー」、ひづめを「ちまぐー」と呼び分けることもある。前脚も後ろ脚も「てびち」であるが、ふっくらと柔らかい後脚のほうが好まれている。
「豚足の煮込み料理」を「てびち」と呼ぶ。一般的には塩や醤油で煮込む。下ゆですることで余分な脂を落としてから煮込むため、イメージよりは脂っこくなく、意外とさっぱりしている。煮込まれたてびちは、箸で切れるほどやわらかく、ぷるぷるした食感が特徴である。
2024年には、「てびち料理」が文化庁の100年フードに認定された。
煮込み以外にも「てびち唐揚げ」といったアレンジ料理も作られている。那覇市安里の「おでん東大」（2022年閉店）では「焼きてびち」が人気で、メディアでもよく取り上げられていた。

## 語源
「てびち」の語源は定かではないが、「手引き」が転じたという説がある。

## 歴史
14世紀頃、当時の中国から豚がもたらされたことで、琉球王国（現・沖縄県）の宮廷料理に豚肉が用いられるようになったとされる。「てびち料理」も琉球王国時代に中国からの使者を迎えるための宮廷料理として用いられ、時代が下ると庶民の料理として親しまれるようになった。
また、沖縄には古くから「以類補類（いるいほるい）」という考えがあり、これは「自分の体調がよくない部分と同じ部位を食べる」という考えである。つまり、胃腸の調子がよくないときは豚の内臓を食し、同様に自身の足の具合が悪いときは豚足を食べていた。

## メディアでの登場
- テレビドラマ『ちむどんどん』の第9週（41話から45話）のサブタイトルが「てびち!てびち!てびち!!」で、主人公・比嘉暢子（演:黒島結菜）が、足てびちの出汁を生かしたおでんを作り、おでん屋の立て直しに成功する[2][6]。

## 類似料理
- モコト（英語版） - ブラジル料理。牛の足で作る料理であり、沖縄で説明される際に「ブラジル風牛てびち」とされる[7]。